# Лебедєв проти Лебедєва
«Лебедєв проти Лебедєва» — радянський художній фільм 1965 року, знятий на кіностудії «Мосфільм» режисером Генріхом Габаєм за сценарієм Фелікса Міронера (вийшов на екрани в 1966 році).

## Сюжет
Знаковий фільм середини 1960-х років — розповідь про рефлексуючу молоду людину, вченого-фізика Олега Лебедєва, який обмірковує своє життя-буття на тлі реалій Москви того часу, взаємин в науково-дослідному інституті. Сюжет фільму розгортається неквапливо, в його центрі — внутрішні монологи, внутрішні суперечки головного героя зі своїм другим «я», які перемішуються з реальним життям — та так, що часом глядачеві неможливо відразу зрозуміти, де реальність, а де — ілюзорні уявлення героя про себе. Скромний, наївний і нерішучий герой у мріях бачиться самому собі сильним, сміливим і справедливим. Двом Лебедєвим важко ужитися в одній людині, вони навіть стають антагоністами, — але, в підсумку, перемогу здобуває той з персонажів, що наділений кращими якостями.

## У ролях
- Володимир Рецептер —  Олег Лебедєв
- Олексій Ейбоженко —  Смирнов
- Наталія Зоріна —  Світа
- Леонід Бронєвой —  Євген Вікторович
- Михайло Державін —  Грановський
- Леонід Сатановський —  Потапов
- Георгій Слабиняк —  Баров
- Георгій Кавтарадзе — Гогі, колега Вальки Смирнова з Тбілісі
- Кахі Кавсадзе — Кахі, колега Вальки Смирнова з Тбілісі
- Сергій Балатьєв — колега Лебедєва
- Микола Пеньков — співробітник НДІ, колега Лебедєва
- Наталія Рудна — Іра
- Лев Дуров — пасажир в метро
- Володимир Піцек — пасажир в метро
- Віктор Уральський — міліціонер
- Геннадій Крашенинников — Саня, колега Лебедєва
- Маргарита Фоміна — дівчина в метро
- Леонід Євтіф'єв — співробітник НДІ
- Людмила Карауш — співробітниця НДІ, яка закликає всіх на збори
- Надія Самсонова — інспектор відділу кадрів НДІ
- Володимир Ферапонтов — кореспондент
- Віктор Колпаков — товариш по чарці Лебедєва
- Інна Федорова — пасажирка в метро
- Григорій Бурмістров — епізод
- Євген Дубасов — епізод
- Віктор Климов — юний Лебедєв
- Розалія Кольосова — Софія Романівна
- Тетяна Кононова — епізод
- Любов Корнєва — епізод
- Аскольд Лясота — пасажир в метро, який приставав до дівчини
- В. Соколов — начальник відділу кадрів
- Є. Харибін — епізод
- Віра Івлєва — інспектор відділу кадрів
- Бруно Ляуш — співробітник НДІ в їдальні НДІ, який повернув Лебедєву борг
- Анатолій Обухов — колега Лебедєва, співробітник НДІ
- Сергій Жирнов — товариш по чарці Лебедєва
- Віктор Маркін — співробітник НДІ в їдальні; в лабораторії
- Оксана Левінсон — епізод
- Віктор Файнлейб — конструктор

## Знімальна група
- Режисер — Генріх Габай
- Сценарист — Фелікс Миронер
- Оператор — Валерій Владимиров
- Композитор — Едісон Денисов
- Художник — Віталій Гладников